# Lyonsiidae
Famille
Les Lyonsiidae sont une famille de mollusques bivalves de l'ordre des Pholadomyoida.

## Liste des genres
Selon World Register of Marine Species (1 décembre 2018) :
- genre Anticorbula Dall, 1898
- genre Entodesma Philippi, 1845
- genre Lyonsia W. Turton, 1822
- genre Mytilimeria Conrad, 1837
- genre Sinolyonsia Xu, 1992